# Boris Gorbatov
Boris Leontievitch Gorbatov (en russe : Бори́с Лео́нтьевич Горба́тов), né le 15 juillet 1908 à Petro-Marevka dans l'oblast de Louhansk dans l'Empire russe (actuellement en Ukraine), dans la région du Donbass, et mort le 20 janvier 1954 à Moscou, est un écrivain, dramaturge, nouvelliste, journaliste et scénariste russe puis soviétique. Son style littéraire et les sujets de ses romans l'inscrivent dans la tradition du réalisme socialiste.

## Biographie
À quatorze ans, Boris Gorbatov rejoint l'organisation des Komsomol (Jeunesse communiste) et devient l'un des correspondants du journal local de Louhansk Kotchegarka (Кочегарка, en français la Chaufferie).
Il s'installe à Moscou en 1926. En 1928 paraît son premier roman, Cellule, qui décrit la vie de ses camarades mineurs dans le bassin minier du Donets. Il rejoint l'Association des écrivains prolétariens révolutionnaires dont il deviendra le secrétaire, puis, devient membre du PCUS en 1930.
En 1932 il devient l'un des correspondants du journal national Pravda. Son style littéraire devient de plus en plus marqué par la concision et la description sans fioritures des hommes, des évènements, des sentiments ainsi que des humeurs soviétiques.
Il effectuera des excursions dans la région arctique qui lui inspirèrent un recueil de nouvelles, L'Arctique. Elles exaltent le caractère, le sens de l'honneur et le courage des gens simples.
En 1938, il rejoint l'Armée rouge. Il prend part à la Guerre d'Hiver en 1939-1940, puis combattra à partir de 1941 contre l'invasion allemande en Moldavie, à Odessa, à Nikolaïevsk ainsi que dans sa région d'origine, le Donbass.
En 1943 il publie dans la Pravda son œuvre majeure, Les Indomptés (connue aussi sous le titre de La Famille de Taras), qui décrit le tragique destin d'une famille soviétique sous la domination allemande à Kamenny Brod dans le Donbass,. L'histoire est portée à l'écran en 1945 par Marc Donskoï, avec Amvrossi Boutchma dans le rôle principal. Le prix Staline est attribué en 1946 à cet ouvrage, traduit dans plusieurs langues. L’œuvre est adaptée en opéra sous le nom de La Famille de Taras composé par Dmitri Kabalevski sur un livret de Sergueï Tsenine (ru) en 1951,.
Il est décoré de plusieurs récompenses civiles et militaires.
Gorbatov épousa deux femmes, les actrices russes Tatiana Okounevskaïa (ru) puis Nina Arkhipova.
À sa mort en 1954, des suites d'une longue maladie, il laisse plusieurs ouvrages inachevés (Le Donbass, traduit en français, dont il prévoyait d'écrire plusieurs tomes, et Ma génération). Il est enterré au cimetière de Novodevitchi.

## Romans
- Cellule (Ячейка), 1928.
- Notre ville (Наш город), 1930.
- Alexei Kulikov, un combattant... (Алексей Куликов, боец…), 1942.
- Ma génération (Моё поколение), 1933.
- Les Indomptés / Les Insoumis (Непокорённые), 1943.
- Le Donbass (1er volume) (Донбасс), 1951, traduit en français par les Éditions en langues étrangères en 1953.
- Alekse Gaïdach (Алексей Гайдаш), 1969

## Dramaturgie
- Lois de l'hibernation (Закон зимовки)
- Une nuit (Одна ночь)
- Jeunesse des pères (Юность отцов), pièce en trois actes et huit tableaux, 1977, Moscou, Iskustvo

## Filmographie
Œuvres cinématographiques inspirées par les œuvres de Boris Gorbatov :
- 1945 : C'était dans le Donbass (Это было в Донбассе) de Leonid Loukov (co-auteurs Sergueï Antonov (ru) et Mikhaïl Bleyman (ru))
- 1945 : Les indomptés (Непокорённые) de Marc Donskoï (co-auteur Marc Donskoï)
- 1947 : Le Jugement des peuples (Суд народов) de Roman Karmen
- 1950 : Mineurs de Donetsk (Донецкие шахтёры) de Leonid Loukov (co-auteur Vladimir Alekseev (ru))
- 1974 : Ma génération (Моё поколение) d'Oleg Lebedev (co-auteur Boris Tkachenko)
- 1976 : Arctique ordinaire (Обыкновенная Арктика) d'Alekseï Simonov (ru) (co-auteur Alekseï Simonov)
- 1983 : Bonheur de Nikifor Boubnov (Счастье Никифора Бубнова) de Rollan Serguienko (ru) (co-auteur Evgueni Onopriyenko (ru))

## Récompenses et distinctions
- prix Staline : 1946, pour le romanLes Indomptés (1943)
- prix Staline : 1952, pour le scénario du film Les Mineurs de Donetsk de Leonid Loukov (1950)
- prix du Komsomol : 1978
- ordre de l'Insigne d'honneur
- ordre de l'Étoile rouge
- ordre de la Guerre patriotique
- médaille pour la Défense d'Odessa
- médaille pour la défense du Caucase
- Médaille pour la victoire sur l'Allemagne dans la Grande Guerre patriotique de 1941-1945